# Insulele Phoenix
Insulele Phoenix (engleză: Phoenix Islands; gilberteză: te aono ni Pinikiti) sunt un arhipelag de insule în Oceanul Pacific. Arhipelagul este format din opt atoli și două recife submerse. Atolii și recifele aparțin statului Kiribati. Insulele americane Baker și Howland, care se află la nord, fac de asemenea parte de insule Phoenix. Insula Canton este cu 41 de locuitori singura insulă poulată.

## Atoli, insule și recife
| Atol/Insulă/Recif                  | Suprafață de uscat [km²] | Lagună [km²] | Coordinate geografice                |
| ---------------------------------- | ------------------------ | ------------ | ------------------------------------ |
| Insulele Phoenix (Kiribati)        |                          |              |                                      |
| Insula Kanton (Abariringa)         | 9,0                      | 50           | 2°50′S 171°43′V / 2.833°S 171.717°V  |
| Insula Enderbury                   | 5,1                      | 0,6*         | 3°08′S 171°05′V / 3.133°S 171.083°V  |
| Insula Birnie                      | 0,2                      | 0,02*        | 3°35′S 171°31′V / 3.583°S 171.517°V  |
| Insula McKean                      | 0,57                     | 0,2*         | 3°36′S 174°08′V / 3.600°S 174.133°V  |
| Insula Rawaki (Insula Phoenix)     | 0,5                      | 0,5          | 3°43′S 170°43′V / 3.717°S 170.717°V  |
| Insula Manra (Insula Sydney)       | 4,4                      | 2,2*         | 4°27′S 171°15′V / 4.450°S 171.250°V  |
| Insula Orona (Insula Hull)         | 3,9                      | 30           | 4°30′S 172°10′V / 4.500°S 172.167°V  |
| Insula Nikumaroro (Insula Gardner) | 4,1                      | 4            | 4°40′S 174°31′V / 4.667°S 174.517°V  |
| Insulele Phoenix (Kiribati)        | 27,77                    | 84,5         |                                      |
| Recife de corali submerse          |                          |              |                                      |
| Reciful Winslow                    | -                        | 1            | 1°36′S 174°57′V / 1.600°S 174.950°V  |
| Reciful Carondelet                 | -                        | ?            | 5°34′S 173°51′V / 5.567°S 173.850°V  |
| Teritorii Statelor Unite la nord   |                          |              |                                      |
| Insula Baker                       | 2,1                      | -            | 0°13′N 176°28′V / 0.217°N 176.467°V  |
| Insula Howland                     | 1,84                     | -            | 48°0′N 176°38′V / 48.000°N 176.633°V |

* Lagunele marcate cu un astrisc sunt incluse în suprafața de uscat, pentru că nu au legătură cu oceanul.

## Patrimoniu mondial
Rezervația protejată insulelor Phoenix (engleză: Phoenix Islands Protected Area) a fost înscrisă pe Lista Patrimonului Mondial pe 1 august 2010 ca Patrimoniu Mondial Natural. Rezervația se extinde pe o suprafață de 408,25 km², fiind cea mai mare rezervație naturală marină pe Lista Patrimonului Mondial.